# Eduard Hellvig
Pour les articles homonymes, voir Hellvig.
Eduard-Raul Hellvig, né le 27 octobre 1974 à Zalău, est un homme politique roumain.

## Biographie
Après avoir représenté la Roumanie au Parlement européen à la suite de son entrée dans l'Union européenne en 2007, il y fait son retour en 2013 afin de combler la vacances d'un des deux sièges de son partir. Il est ensuite réélu député européen en 2014. Depuis 2013 il est membre de la Commission du marché intérieur et protection des consommateurs, et a été entre 2013 et 2014 membre de la Délégation à la commission de coopération parlementaire UE-Moldavie et de la Délégation à l'Assemblée parlementaire Euronest. Comme tous les membres de son parti, il siège jusqu'aux élections de 2014 au sein de l'Alliance des démocrates et des libéraux pour l'Europe, puis par la suite au sein du Groupe du Parti populaire européen.
Le 19 février 2015, il est proposé par le président de la Roumanie Klaus Iohannis pour diriger le Serviciul Român de Informații (SRI) (Service roumain du renseignement) et prend ses fonctions le 3 mars 2015.